# Liste der Naturdenkmäler im Landkreis Eichstätt
Die Liste der Naturdenkmäler im Landkreis Eichstätt nennt die Naturdenkmäler in den Städten und Gemeinden im Landkreis Eichstätt in Bayern.
Nach Art. 51 Abs. 1 Nr. 4 BayNatschG ist das Landratsamt des Landkreises Eichstätt für den Erlass von Rechtsverordnungen über Naturdenkmäler (§ 28 BNatSchG) zuständig.

## Naturdenkmäler
Folgende Einzelbäume und Baumgruppen einschließlich deren Kronentraufen sind als Naturdenkmäler unter Schutz gestellt:
| Baum/Baumgruppe    | Bild                                  | Gemeinde     | Lage                                                                         |
| ------------------ | ------------------------------------- | ------------ | ---------------------------------------------------------------------------- |
| 2 Kastanien        | Bild gesucht BW                       | Adelschlag   | ⊙ an einem Feldkreuz östlicher Ortsrand von Möckenlohe                       |
| 3 Linden           | Bild gesucht BW                       | Adelschlag   | ⊙ an einem Feldkreuz nördlich von Pietenfeld                                 |
| Elsbeere           | Bild gesucht BW                       | Adelschlag   | ⊙ Feldflur südlich der Siedlung Weißenkirchen                                |
| Linde              | Bild gesucht BW                       | Adelschlag   | ⊙ an einer Kapelle an der Ingolstädter Straße östlich von Ochsenfeld         |
| Linde              | Bild gesucht BW                       | Altmannstein | ⊙ an einem Kreuz südlich von Altmannstein                                    |
| „Große Eiche“      | Große Eiche bei Ottersdorf (2021)     | Altmannstein | ⊙ Waldrand nordöstlich von Ottersdorf                                        |
| Linde              | Bild gesucht BW                       | Altmannstein | ⊙ an der Georgenquelle am südlichen Ortsrand von Schamhaupten                |
| „Markbuche“        | Bild gesucht BW                       | Altmannstein | ⊙ südöstlich von Sandersdorf                                                 |
| 2 Linden           | 2 Linden bei Thannhausen (2022)       | Altmannstein | ⊙ an einem Feldkreuz am südlichen Rand des Weilers Ziegelhof bei Thannhausen |
| 2 Buchen           | Bild gesucht BW                       | Beilngries   | ⊙ Nordrand des vorderen Gemeindeholzes, südlich von Irfersdorf               |
| Linde              | Bild gesucht BW                       | Beilngries   | ⊙ an einem Steinmarterl, östlich von Kevenhüll                               |
| Linde              | Bild gesucht BW                       | Beilngries   | ⊙ nordwestlich von Kirchbuch                                                 |
| Holzbirnbaum       | Bild gesucht BW                       | Beilngries   | ⊙ am südöstlichen Ortsrand von Wiesenhofen                                   |
| Eiche              | Bild gesucht BW                       | Beilngries   | ⊙ nahe Fuchsengasse in Wolfsbuch                                             |
| 2 Kastanien        | Bild gesucht BW                       | Böhmfeld     | ⊙ an einem Holzkreuz an der Schelldorfer Straße am Ortsrand von Böhmfeld     |
| 2 Linden           | Bild gesucht BW                       | Buxheim      | ⊙ an einer Feldwegkreuzung westlich von Buxheim                              |
| Linde              | Bild gesucht BW                       | Buxheim      | ⊙ am Bachgraben südöstlich von Buxheim                                       |
| 2 Kastanien        | 2 Kastanien bei Tauberfeld (2008)     | Buxheim      | ⊙ an einem Steinkreuz westlich von Tauberfeld                                |
| 2 Linden           | Bild gesucht BW                       | Buxheim      | ⊙ an einem Holzkreuz östlich von Tauberfeld                                  |
| 2 Linden           | Bild gesucht BW                       | Buxheim      | ⊙ an einem Kreuz nordöstlich von Tauberfeld                                  |
| Linde              | Bild gesucht BW                       | Denkendorf   | ⊙ an einer Kapelle nordwestlich von Dörndorf                                 |
| Linde              | Bild gesucht BW                       | Eichstätt    | ⊙ am Stadtweg oberhalb der Steghäuser, nördlich von Wasserzell               |
| Linde              | Linde an der Frauenbergkapelle (2012) | Eichstätt    | ⊙ an der Frauenbergkapelle                                                   |
| Linde              | Linde bei Häringhof (2016)            | Eichstätt    | ⊙ an einer Kapelle nördlich von Häringhof                                    |
| Eiche              | Bild gesucht BW                       | Eitensheim   | ⊙ mit Steinkreuz nördlich von Eitensheim                                     |
| Eiche              | Bild gesucht BW                       | Gaimersheim  | ⊙ als Flurbaum südlich von Gaimersheim                                       |
| Linde              | Bild gesucht BW                       | Großmehring  | ⊙ an einem Holzkreuz östlich von Großmehring                                 |
| 3 Linden           | Bild gesucht BW                       | Großmehring  | ⊙ mit Feldkreuz, nordöstlich von Demling                                     |
| 4 Linden           | 4 Linden bei Theißing (2016)          | Großmehring  | ⊙ mit Kapelle am westlichen Ortsrand von Theißing                            |
| Eiche              | Bild gesucht BW                       | Hitzhofen    | ⊙ als Flurbaum nördlich von Oberzell                                         |
| Linde und Kastanie | Bild gesucht BW                       | Hitzhofen    | ⊙ an einem Kreuz nordöstlich von Hitzhofen                                   |
| Birnbaum           | Bild gesucht BW                       | Hitzhofen    | ⊙ südwestlich von Hofstetten                                                 |
| Linde              | Linde bei Haunstetten (2021)          | Kinding      | ⊙ mit einer Kapelle am Waldrand östlich von Haunstetten                      |
| Stieleiche         | Bild gesucht BW                       | Kipfenberg   | ⊙ am Gemeindebuckel am westlichen Ortsrand von Attenzell                     |
| Stieleiche         | Bild gesucht BW                       | Mörnsheim    | ⊙ nördlich von Mörnsheim                                                     |
| 2 Linden           | Bild gesucht BW                       | Nassenfels   | ⊙ an einem steinernen Feldkreuz, nördlich von Nassenfels                     |
| Eiche              | Bild gesucht BW                       | Nassenfels   | ⊙ an einer Feldwegkreuzung nördlich von Meilenhofen                          |
| Linde              | Bild gesucht BW                       | Pförring     | ⊙ an einem eisernen Kreuz westlich von Pförring                              |
| Eiche              | Bild gesucht BW                       | Pollenfeld   | ⊙ innerorts an der Jurastraße in Wachenzell                                  |
| Linde              | Bild gesucht BW                       | Titting      | ⊙ am Pfleimberg bei Titting                                                  |
| 2 Linden           | 2 Linden bei Titting (2005)           | Titting      | ⊙ am Kreuzweg bei Titting                                                    |
| Linde              | Bild gesucht BW                       | Titting      | ⊙ an einem Steinkreuz nördlich von Altdorf                                   |
| Linde              | Bild gesucht BW                       | Titting      | ⊙ an einem Kreuz in Altdorf                                                  |
| 2 Linden           | Bild gesucht BW                       | Titting      | ⊙ an einer Kapelle südlich von Altdorf                                       |
| Linde              | Bild gesucht BW                       | Titting      | ⊙ in einer Hutung südwestlich von Großnottersdorf                            |
| Linde              | Linde bei Mantlach (2022)             | Titting      | ⊙ an einer Kapelle am nördlichen Ortsrand von Mantlach                       |
| Bergahorn          | Bild gesucht BW                       | Titting      | ⊙ in einer Hutung südöstlich von Stadelhofen                                 |
| 2 Kastanien        | Bild gesucht BW                       | Walting      | ⊙ an der Staatsstraße 2230, südlich von Inching                              |
| Eiche              | Eiche in der Burg Rieshofen (2021)    | Walting      | ⊙ in der Burg Rieshofen                                                      |
| Linde              | Bild gesucht BW                       | Walting      | ⊙ am Rieshofener Weg in Rapperszell                                          |
| 2 Linden           | Bild gesucht BW                       | Wellheim     | ⊙ an einem Feldkreuz an der Römerstraße bei Biesenhard                       |
| Eiche              | Bild gesucht BW                       | Wellheim     | ⊙ am Waldrand nördlich von Gammersfeld                                       |

## Ehemalige Naturdenkmäler
| Baum            | Bild                 | Gemeinde     | Lage                                                 | Anmerkung                        |
| --------------- | -------------------- | ------------ | ---------------------------------------------------- | -------------------------------- |
| „Bavaria-Buche“ | Bavaria-Buche (1993) | Altmannstein | ⊙ nördlich von Pondorf                               | 2013 bei einem Unwetter zerstört |
| Linde           |                      | Gaimersheim  | ⊙ an der Ecke Leprosenweg/Römerstraße in Gaimersheim |                                  |